# Holocaust (sacrifici)
Un holocaust (del grec ὁλόκαυστον holókauston, de ὁλον 'completament' i καυστον 'cremat') és, en l'àmbit religiós, el sacrifici d'animals (antigament també persones), on el cos de la víctima és completament consumit pel foc.
En els ritus pagans grecs i romans, als déus de la terra i l'inframon se'ls oferien animals sacrificats en la foscor de la nit i cremats per complet.
Alguns dels sacrificis jueus especificats per la Torà, l'Oláh era completament cremat. Aquestes, 'ofrenes completes', són anomenats en hebreu `Oláh, un terme traduït com holókauston a la Septuaginta. Actualment, algunes traduccions de la Bíblia recullen la paraula com a «holocaust» i altres la tradueixen com a «ofrena ígnia».
A mitjans del segle xix la paraula va començar a ser utilitzada per un gran nombre d'autors per esmentar a grans catàstrofes o massacres. Al segle xx va passar a estar fortament associada amb la Solució Final del Tercer Reich nazi.